# فيليب سوسيك
فيليب سوسيك (بالتشيكية: Filip Souček)‏ هو لاعب كرة قدم تشيكي في مركز الوسط، ولد في 18 سبتمبر 2000 في Štěpánkovice ‏ في جمهورية التشيك. لعب مع SFC Opava ‏.

## وصلات خارجية
- فيليب سوسيك على موقع قاعدة بيانات كرة القدم.إي يو (الإنجليزية)
- فيليب سوسيك على موقع Soccerway.com (الإنجليزية)